# Seth Barnes Nicholson
Seth Barnes Nicholson, ameriški astronom, * 12. november 1891, Springfield, Illinois, ZDA, † 2. julij 1963, Los Angeles, Kalifornija.

## Življenje in delo
Nicholson je najprej študiral na Drakeovi univerzi v Des Moinesu, Iowa, doktoriral pa je leta 1915 na Univerzi Kalifornije. Istega leta je postal član Observatorija Mt. Wilson v Pasadeni, kjer je ostal do upokojitve leta 1957.
V zgodnjih 20. letih 20. stoletja je z Edisonom Pettitom je opravil prva sistematična opazovanja nebesnih teles v infrardečem. Pri merjenjih sta uporabljala vakuumski termopar. Natančno je meril astronomske temperature. Leta 1927 je odkril, da se temperatura na površini Lune zmanjša za skoraj 200 stopinj, ko ta med mrkom preide v Zemljino senco. Tako hiter padec temperature kaže na to, da toplota, ki je v notranjosti, le zelo počasi priteka do vrhnjih plasti. To je utrdilo prepričanje, da je Luna prekrita s plastjo prahu, ker je prostor med prašnimi delci odličen toplotni izolator.
Meril je tudi površinsko temperaturo Merkurja in našel največjo temperaturo 410 °C.
Nicholsonova in Pettittova merjenja bližnjih orjakinj so vodila do prvih izračunov premerov zvezd.
Ukvarjal se je tudi s preračuni planetnih poti in kometov v Osončju. Določil je tirnico Plutona. Odkril je 4. Jupitrove satelite, 9., Sinopo leta 1914, še kot študent na podiplomskem študiju na Observatoriju Lick pri raziskovanju tedaj novoodkrite Pasifaje, 10. Lizitejo in 11. Karmo leta 1938 in 12. Ananke leta 1951. Štirje sateliti, ki jih je odkril, so majhni in daleč od Jupitra. To velja tudi za tri Jupitrove satelite, ki so jih drugi odkrili v 20. stoletju. Sinopo, Lizitejo, Karmo in Ananke so najprej preprosto poimenovali »Jupiter IX«, »Jupiter X«, »Jupiter XI« in »Jupiter XII« in takšno poimenovanje je ostalo vse do leta 1975. Nicholson je odklanjal, da se sateliti poimenujejo z imeni. Odkril je tudi dva asteroida in med njima Trojanca 1647 Menelaj.
Od leta 1943 do 1955 je bil urednik revije Publications of the Astronomical Society of the Pacific in dvakrat tudi predsednik Tihomorskega astronomskega društva (ASP).

## Priznanja

### Nagrade
Za svoje znanstvene dosežke na področju astronomije in astrofizike je leta 1963 prejel Medaljo Bruceove.

### Poimenovanja
Po njem se imenuje asteroid 1831 Nicholson, kraterja na Luni (Nicholson) in Marsu (Nicholson), ter Nicholson Regio na Ganimedu.